# Lobophytum verrucosum
Lobophytum verrucosum is een zachte koraalsoort uit de familie Alcyoniidae. De koraalsoort komt uit het geslacht Lobophytum. Lobophytum verrucosum werd in 1984 voor het eerst wetenschappelijk beschreven door Li. 